# Star Time
Star Time box set je od američkog skladatelja, producenta i pjevača Jamesa Browna, objavljen u svibnju 1991.g. od diskografske kuće "Polydor Records".
Set sadrži 4 CD-a na kojima se nalazi 71 skladba, a obuhvaća vrijeme od 1956. i Brownovog prvog velikog hita "Please, Please, Please", pa do 1984. i singla "Unity, Pt. 1", kojeg je otpjevao u suradnji s Afrika Bambaataaom. Također sadrži i pet prethodno neobjavljenih skladbi.
Star Time autorski potpisuju; Cliff White, Harry Weinger, Nelson George, Alan M. Leeds i sam James Brown i 1992.g. dobivaju nagradu "Grammy Award for Best Album Notes".
2003. album se nalazi na 79. mjestu popisa "najboljih albuma za sva vremena" od časopisa "Rolling Stone".

## Popis pjesama

### Disk 1
1. "Please Please Please" (James Brown, Johnny Terry) – 2:43
2. "Why Do You Do Me?" (Bobby Byrd, Sylvester Keels) – 2:59
3. "Try Me" (Brown) – 2:30
4. "Tell Me What I Did Wrong" (Brown) – 2:20
5. "Bewildered" (Leonard Whitcup, Teddy Powell) – 2:21
6. "Good Good Lovin'" (Brown, Albert Shubert) – 2:18
7. "I'll Go Crazy" (Brown) – 2:05
8. "I Know It's True" (Brown) – 2:40
9. "(Do the) Mashed Potatoes, Pt. 1" (Dessie Rozier) – 1:39
10. "Think" (Lowman Pauling) – 2:46
11. "Baby, You're Right" (Brown, Joe Tex) – 2:58
12. "Lost Someone" (Brown, Byrd, Lloyd Eugene Stallworth) – 3:28
13. "Night Train" (Oscar Washington, Lewis Simpkins, Jimmy Forrest) – 3:38
14. "I've Got Money" (Brown) – 2:29
15. "I Don't Mind" [uživo] (Brown) – 2:29
16. "Prisoner of Love" (Leo Robin, Russ Columbo, Clarence Gaskin) – 2:24
17. "Devil's Den" (Ted Wright) – 4:48
18. "Out of the Blue" (Wright, Terry) – 2:15
19. "Out of Sight" (Wright) – 2:19
20. "Grits" (Nat Jones, Wright) – 3:58
21. "Maybe the Last Time" (Wright) – 3:02
22. "It's a Man's World" (Brown, Betty Newsome) – 3:22
23. "I Got You" (Wright) – 2:27
24. "Papa's Got a Brand New Bag, Pts. 1, 2 & 3" (Brown) – 6:56

### Disk 2
1. "Papa's Got a Brand New Bag, Pt. 1" (Brown)  – 2:06
2. "I Got You (I Feel Good)" (Brown) – 2:45
3. "Ain't That a Groove" (Brown, Jones) – 3:31
4. "It's a Man's Man's Man's World" (Brown, Newsome) – 2:46
5. "Money Won't Change You" (Brown, Jones) – 6:01
6. "Don't Be a Dropout" (Brown, Jones) – 4:31
7. "Bring It Up (Hipster's Avenue)" (Brown, Jones) – 3:48
8. "Let Yourself Go" (Brown, Bud Hobgood) – 3:53
9. "Cold Sweat" (Brown, Alfred Ellis) – 7:30
10. "Get It Together" (Brown, Hobgood, Ellis) – 8:57
11. "I Can't Stand Myself (When You Touch Me), Pt. 1" (Brown) – 3:29
12. "I Got the Feelin'" (Brown) – 2:39
13. "Licking Stick-Licking Stick" (Brown, Byrd, Ellis) – 4:52
14. "Say It Loud – I'm Black and I'm Proud, Pt. 1" (Brown, Ellis) – 2:59
15. "There Was a Time" [Live] (Brown, Hubgood) – 4:59
16. "Give It Up or Turnit a Loose" (Charles Bobbit) – 3:10
17. "I Don't Want Nobody to Give Me Nothing (Open up the Door I'll Get It Myself)" (Brown) – 5:59

### Disk 3
1. "Mother Popcorn" (Brown, Ellis) – 6:18
2. "Funky Drummer" (Brown) – 7:00
3. "Get Up (I Feel Like Being A) Sex Machine" (Brown, Byrd, Ron Lenhoff) – 5:15
4. "Super Bad, Pts. 1 & 2" (Brown) – 4:26
5. "Talkin' Loud & Sayin' Nothing" (Brown, Byrd) – 8:59
6. "Get Up, Get into It, and Get Involved" (Brown, Byrd, Lenhoff) – 7:03
7. "Soul Power, Pts. 1 & 2" (Brown) – 4:25
8. "Brother Rapp/Ain't It Funky Now" [uživo] (Brown) – 7:44
9. "Hot Pants, Pt. 1" (Brown, Fred Wesley) – 3:06
10. "I'm a Greedy Man, Pt. 1" (Brown, Bobbit) – 3:36
11. "Make It Funky, Pt. 1" (Brown, Bobbit) – 3:34
12. "It's a New Day" [uživo] (Brown) – 3:48
13. "I Got Ants in My Pants, Pt. 1" (Brown) – 3:01
14. "King Heroin" (Brown, Bobbit, Dave Matthews, Manny Rosen) – 3:57

### Disk 4
1. "There It Is, Pt. 1" (Brown) – 3:20
2. "Public Enemy #1, Pt. 1" (Brown, Bobbit, Henry Stallings) – 5:09
3. "Get on the Good Foot" (Brown, Wesley, Joseph Mims) – 4:07
4. "I Got a Bag of My Own" (Brown) – 3:44
5. "Doing It to Death" (Brown) – 5:14
6. "The Payback" (Brown, Wesley, John Starks) – 7:28
7. "Papa Don't Take No Mess, Pt. 1" (Brown, Wesley, Starks, Bobbit) – 4:22
8. "Stoned to the Bone, Pt. 1" (Brown) – 3:28
9. "My Thang" (Brown) – 4:37
10. "Funky President (People It's Bad)" (Brown) – 4:01
11. "Hot (I Need to Be Loved, Loved, Loved)" (Brown) – 5:03
12. "Get Up Offa That Thing (Release the Pressure)" (Diedre Jenkins, Deanna Brown, Yamma Brown) – 6:14
13. "Body Heat, Pt. 1" (Jenkins, D. Brown, Y. Brown) – 4:29
14. "It's Too Funky in Here" (George Jackson, Walter Shaw, Brad Shapiro, Robert Miller) – 5:39
15. "Rapp Payback (Where Iz Moses)" (J. Brown, D. Brown, Henry Stallings) – 4:36
16. "Unity, Pt. 1" (J. Brown, Khayan Aasim Bambaataa, Douglas Wimbish, Bernard Alexander, Keith LeBlanc, Robin Haplin) – 3:40

## Vanjske poveznice
- Rolling Stone  Arhivirana inačica izvorne stranice od 25. srpnja 2008. (Wayback Machine)
- Osvrt na MP3.com  Arhivirana inačica izvorne stranice od 6. siječnja 2005. (Wayback Machine)